# 上之園昌隆
上之園 昌隆（うえのその まさたか、1936年（昭和12年）2月8日 - 2013年（平成25年）9月5日）は、日本の医学博士、予防医学研究家、サプリメント開発者。

## 人物
京都府生まれ。1954年に京都大学医学部に入学。後に交換留学生として、パリ国立医学大学に留学。生化学を専攻し、卒業後パリに20年間在住し予防医学を研究。
その後、日本に帰国し、慶應義塾大学病院に勤務。
予防医学を浸透させるべく、1991年（平成3年）に株式会社アーヴァン研究所を開設。自身の患者の治療のためのサプリメントの製品を開発し、治療効果を上げた。開発した商品は、現在主流となっているコラーゲン、プロポリス、ブルーベリー等を主成分とした先駆的製品となっている。日本の予防医学の浸透に貢献し、日本各地での講演会、テレビ等でも活躍した。